# Зодчество (архитектурный фестиваль)
Международный архитектурный фестиваль «Зодчество» — ежегодный смотр национальных достижений в области архитектурной и градостроительной деятельности в городах и регионах России. Важной задачей фестиваля является обсуждение актуальных проблем в сфере российской архитектуры и градостроительства.

## История
В 1992 году Союзом архитекторов России был учреждён международный фестиваль «Зодчество». Основой фестиваля является конкурсная программа, ориентированная на архитекторов, реставраторов, дизайнеров, искусствоведов, строителей, студентов профильных вузов и колледжей, руководителей субъектов и муниципальных образований РФ. Также фестиваль организовывает выставки и презентации для крупных российских и зарубежных архитектурных и строительных организаций. Таким образом, на фестивале устанавливаются деловые контакты с архитектурным сообществом.
Фестивали проходят в Центральном доме архитектора, Выставочном центре Москомархитектуры, Московском архитектурном институте, Государственном научно-исследовательском музее архитектуры и других площадках Москвы, привлекая не только специалистов, но и широкую общественность. В 2019 году фестиваль открылся в Гостином дворе. В 2019 году кураторами выставки были Владимир Кузьмин и Владислав Савинкин.  В 2020 году куратором стал  Эдуард Кубенский. В 2021 году Владимир Кузьмин и Эдуард Кубенский  были сокураторами фестиваля, а куратором  стал  Алексей Комов. Фестиваль проходит при поддержке Министерства строительства и жилищно-коммунального хозяйства РФ, Министерства культуры РФ, Правительства Москвы, Комитета по архитектуре и градостроительству города Москвы.
Во время подготовки к фестивалю проводится Конкурс кураторов — творческое соревнование архитекторов и их проектов мероприятия, в результате которого определяется тематика, концепция и манифест будущего «Зодчества». Тема фестиваля поддерживается программой, экспозицией, организацией пространства, подбором участников. Темы прошедших фестивалей: «Исторический город и новая архитектура» (2008), «Индекс устойчивости» (2009), «Нужное» (2010), «Русская архитектура» (2011), «Новое!» (2012), «Национальный ландшафт» (2013), «Актуальное идентичное» (2014), «Новые индустрии» (2015), «Пространство пото́м» (2016), «Качество сейчас» (2017), «Реконтекст» (2018), «Прозрачность» (2019), «Вечность» (2020), «Истина» (2021).
По мнению критика Григория Ревзина, «Зодчество» — главный архитектурный фестиваль России, отображающий реальное состояние современной отечественной архитектуры.

## Награды
За лучшие представленные проекты в рамках фестиваля вручаются награды:
- Гран-при Фестиваля «Хрустальный Дедал», учреждена Союзом архитекторов России в 2001 году. Авторы — скульптор А. Рылеев и архитекторы: А. Чернихов, А. Бавыкин.
- Гран-при Фестиваля «Премия Владимира Татлина», учреждена в 2010 году Союзом архитекторов России к юбилею архитектора-авангардиста В. Е. Татлина. Премия вручается ежегодно за лучшие проектные предложения и авторские концепции в смотре-конкурсе «Архитектурные произведения». Автором статуэтки, в виде стилизованной Башни Третьего Интернационала, стал Юрий Авакумов.
- Малая национальная Премия в области архитектуры «Эхо Леонидова», учреждена в 2010 году и вручается ежегодно молодым архитекторам за новаторский вклад в архитектуру.
- Премия «Золотой знак»
- Премия «Серебряный знак»
- «Архиустойчивость» — национальная премия в области экоустойчивой архитектуры, включена в конкурсную программу Фестиваля «Зодчество-2015»[11].